# Luis Walter Alvarez
Ne doit pas être confondu avec le géologue Walter Alvarez (son fils).
Pour les articles homonymes, voir Luis Alvarez et Alvarez.
 (octobre 2016).
Si vous disposez d'ouvrages ou d'articles de référence ou si vous connaissez des sites web de qualité traitant du thème abordé ici, merci de compléter l'article en donnant les références utiles à sa vérifiabilité et en les liant à la section « Notes et références ».
Luis Walter Alvarez (né le 13 juin 1911 à San Francisco, Californie et mort le 1er septembre 1988 à Berkeley, Californie) est un physicien américain. Ses principales recherches concernent la physique nucléaire et l'étude des rayons cosmiques. Il est lauréat du prix Nobel de physique de 1968.

## Biographie
Luis Walter Alvarez est né dans une famille catholique à San Francisco le 13 juin 1911. Il était le deuxième enfant et le fils aîné de Walter C. Alvarez, médecin, et de son épouse Harriet, née Smyth. Il était également le petit-fils de Luis F. Álvarez, médecin espagnol né dans les Asturies, en Espagne, qui vécut quelque temps à Cuba avant de s'installer aux États-Unis et de découvrir une meilleure méthode de diagnostic de la lèpre maculaire. Il avait une sœur aînée, Gladys, un frère cadet, Bob, et une sœur cadette, Bernice. 
Il fréquenta la Madison School de San Francisco de 1918 à 1924, puis le lycée polytechnique de San Francisco. En 1926, son père devint chercheur à la Mayo Clinic et la famille déménagea à Rochester, dans le Minnesota, où Alvarez fréquenta le lycée de Rochester. Il avait toujours espéré intégrer l'Université de Californie à Berkeley, mais, sur les conseils de ses professeurs de Rochester, il choisit plutôt l'Université de Chicago, où il obtint sa licence en 1932, sa maîtrise en 1934 et son doctorat en 1936. 
En 1932, alors qu'il était étudiant diplômé à Chicago, il découvrit la physique et eut l'occasion rare d'utiliser l'équipement du physicien Albert A. Michelson. Alvarez construisit également un appareil de tubes compteurs Geiger disposés comme un télescope à rayons cosmiques et, sous l'égide de son directeur de thèse Arthur Compton, mena une expérience à Mexico pour mesurer l'effet Est-Ouest des rayons cosmiques. Observant davantage de rayonnement incident provenant de l'ouest, Alvarez conclut que les rayons cosmiques primaires étaient chargés positivement. Compton soumit l'article résultant à la Physical Review, avec le nom d'Alvarez en tête.
Il a travaillé notamment à l'université de Californie à Berkeley, au Massachusetts Institute of Technology, à l'université de Chicago et au Laboratoire national de Los Alamos.
En 1937, il fournit la première preuve expérimentale de la capture d'un électron K par un noyau atomique. Il a également mis au point une technique pour produire un faisceau de neutrons lents. Juste avant la Seconde Guerre mondiale, Alvarez et Cornog découvrent la radioactivité du tritium (3H : le noyau atomique est constitué d'un proton et de deux neutrons) et montrent que l'hélium est en partie constitué d'hélium 3 (3He : le noyau atomique est constitué de deux protons et d'un neutron). Durant la guerre, il fut responsable du développement de trois systèmes de radars, et participa à la mise au point des détonateurs des bombes atomiques au plutonium.

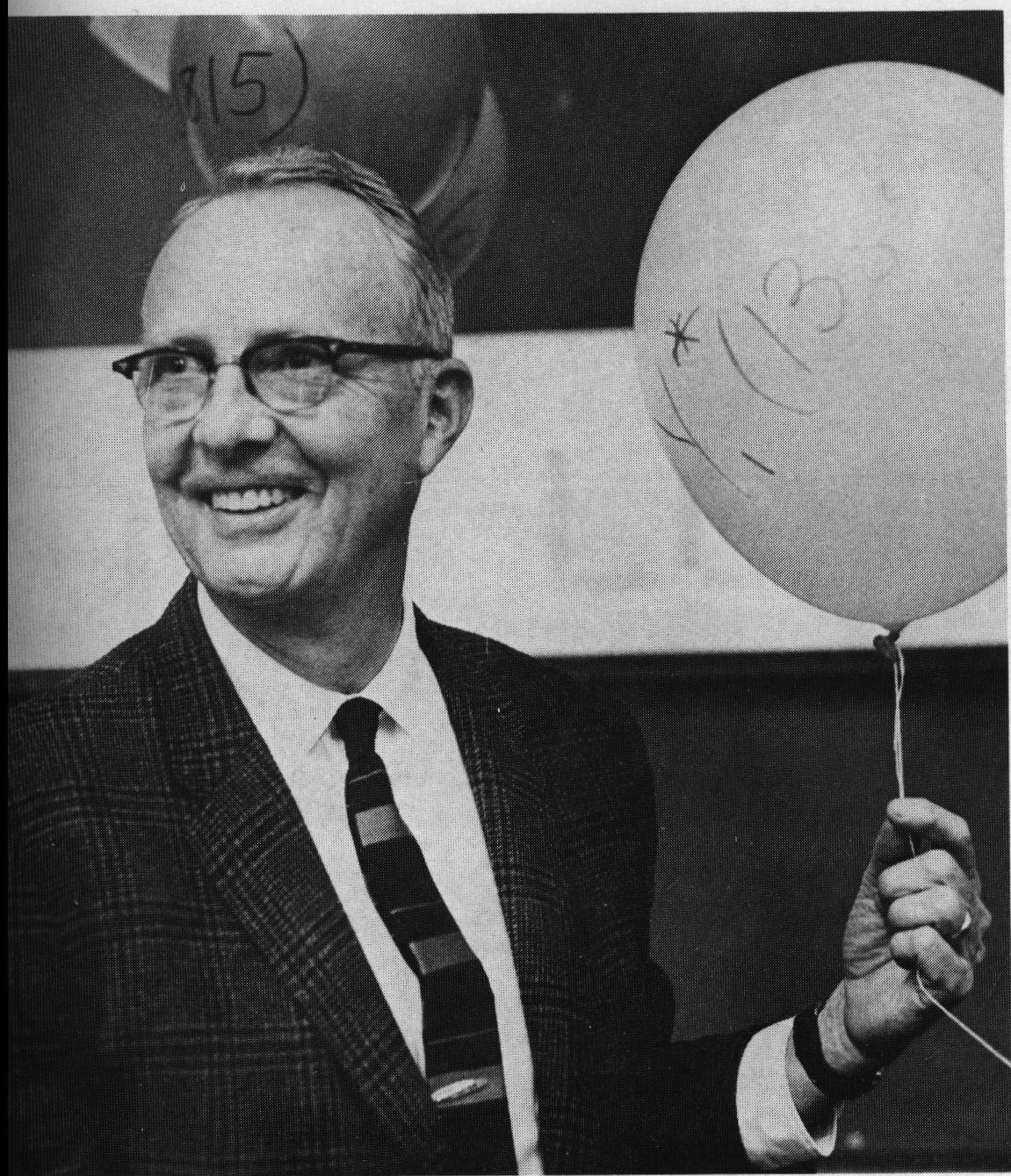
Luis Walter Alvarez

Après la Seconde Guerre mondiale, il fut responsable du développement et de la construction de l'accélérateur linéaire de protons de Berkeley. Il s'intéressa ensuite à la physique des hautes énergies. Il reçut le prix Nobel de physique de 1968 « pour ses contributions essentielles à la physique des particules élémentaires, en particulier la découverte de plusieurs états de résonance, rendue possible par la mise au point d'une technique alliant une chambre à bulles utilisant de l'hydrogène et l'analyse de données ». Ces recherches ont permis l'observation et l'étude de particules de très faibles durées de vie obtenues dans des accélérateurs de particules.
Son fils, Walter Alvarez, a proposé une théorie pouvant expliquer l'extinction des dinosaures.

## Dans la culture
Dans Oppenheimer, film de Christopher Nolan sorti en 2023, son personnage est interprété par Alex Wolff.